# فانس ماكليستر
فانس ماكليستر (بالإنجليزية: Vance McAllister)‏ هو شخصية أعمال وسياسي أمريكي، ولد في 7 يناير 1974 في الولايات المتحدة. حزبياً، نشط في الحزب الجمهوري. وقد في انتخابات مجلس النواب الأمريكي 2012، انتخب عضو مجلس النواب الأمريكي عن دائرة Louisiana's 5th congressional district ‏ وقد انضم خلال فترته النيابية (16 نوفمبر 2013 – 3 يناير 2015) للكتلة البرلمانية الحزب الجمهوري وانتخب عضو مجلس النواب الأمريكي وقد انضم خلال فترته النيابية (16 نوفمبر 2013 – 3 يناير 2015) للكتلة البرلمانية الحزب الجمهوري.

## وصلات خارجية
- الموقع الرسمي